# 위트선데이섬

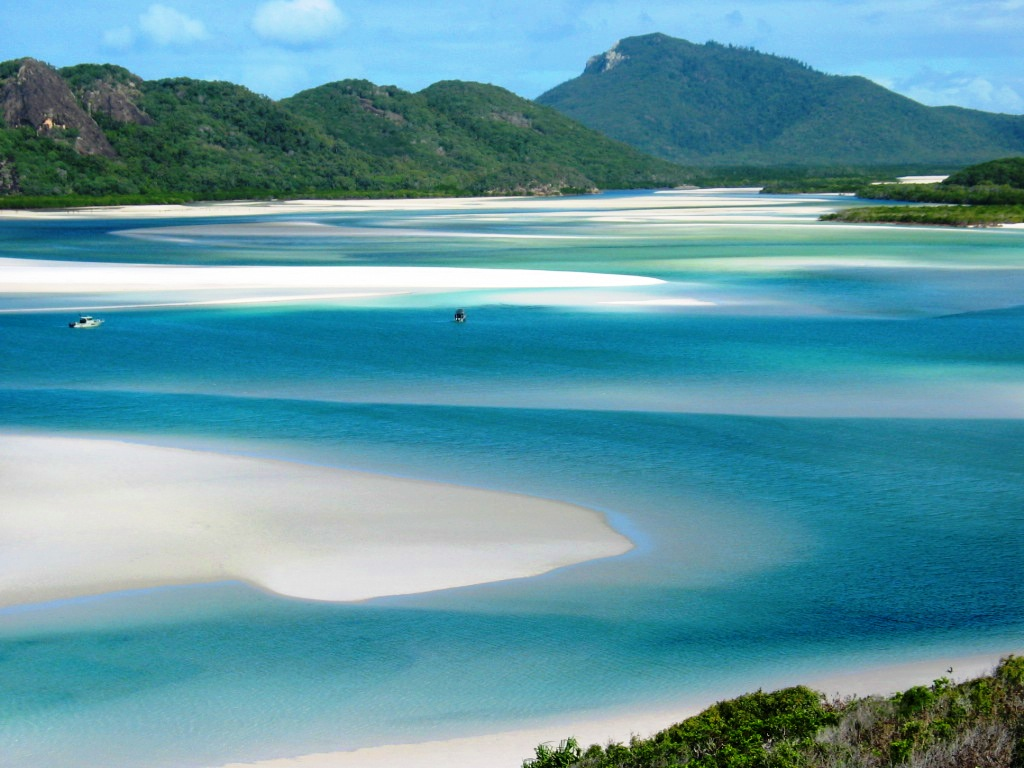
위트선데이 섬의 해안가

위트선데이섬(영어: Whitsunday Island)는 오스트레일리아 퀸즐랜드주의 해안에 위치한 위트선데이 제도의 섬들 중 하나이다. 위트선데이 섬은 남위 20도 15분, 동경 148도 58분에 위치해 있다. 흰 모래로 이루어진 화이트헤이븐 해변과 같은 관광 명소들이 위치해 있다. 위트선데이라는 명칭은 '성령강림절'을 의미한다.

## 같이 보기
- 오스트레일리아의 섬 목록